# Pasulj (jelo)
Pasulj je vrlo hranljivо i ukusno jelo vrlo jednostavno za pripremu bez obzira na sortu i način pripreme. Širom sveta mogu se pronaći mnoga regionalna variva od pasulja poznata kao čorba od pasulja, koja uključuju polako kuvanje pasulja sa mešavinom povrća i mesa u zavisnosti od regiona. Obilno varivo od pasulja, u Srbiji poznato i kao čorbast pasulj, vojnički pasulj, pasulj na tavče, jedno je od najrasprostranjenijih u restoranima širom Srbije i obično se jede u svim godišnjim dobima.
Postoji mnogo vrsta pasulja od kojih se prave razna čorba ali i čitava jela, salate, poslastice i u zavisnosti od delova sveta, pasulj se konzumiraju u većoj ili manjoj količini. Poznata su i jela pripremljena od belog, velikog severnog, tamnocrvenog (Dark Red Kidney), malog crvenog, ružičastog, pinto pasulja, itd. Kada se pasulj skuva, on ima finu, puterastu teksturu i vrlo prijatan ukus.

## Nutritivne vrednost jela od pasulja
Jelo napravljeno od pasulj je odličan izvor proteina, ali sadrži i dosta hranljivih vlakana, minerala i vitamina. U samom pasulju nema masti, holesterola i natrijuma, a mnoge sorte pasulja su odličan izvor kalijuma. Masnoća, meso, povrće se pasulju tokom pripreme jela naknadno dodaje da bi mu se poboljšao ukus i uvećala kalorijska vrednost. Jelo od pasulj pruža veću količinu hranljivih vlakana nego grašak ili sočivo, a u organizmu deluju kao laksativi i pomažu da se zaštiti mukoza debelog creva, i skrati  period izlaganja toksičnim supstancama. Time pasulj štite debelo crevo od hemikalija koje izazivaju kancer. Zbog ovih svojih osobina jela od pasulja su vrlo tražena namirnica, kako u Evropi, tako i u Americi. 
Koliko je pasulj popularna hrana govori i činjenica da je bila motiv za njihova likovna dela mnogim umetnicima širom sveta.

### Hemijski sastav (orijentirno) pet domaćih sorti pasulja(Phaseolus vulgaris)
- Energija koju daje 100 g običnog belog pasulja  iznosi 17% od preporučenih dnevnih vrednosti.
- Pasulj ima 60,75 g ugljenih hidrata (47%) i 22.33 g proteina (40%).
- Količina masnoća u pasulju je zanemarljivo mala, i iznosi 1.50 g (7,5%). Pri čemu holesterola u pasulju nema.
- Hranljiva vlakna su jedan od najvećih benefita pasulja i njih ima 15.3 g ili 40%.
- Od vitamini, pasulj sadrži  sufolate kojih ima 364 μg (91%), nijacin koga ima 2.188 mg (13%), pantotensku kiselinu 0.774 mg (15%), piridoksin 0.428 mg (33%), riboflavin 0.164 mg (13%) i tijamin 0.775 mg (65%).
- Od elektrolita i minerala najviš  su u jelu od pasulja zastupljeni kalijum 1185 mg (25%) i natrijum 5 mg (<1%). Kalcijuma ima 147 mg (15%), bakra 0.834 μg (93%), gvožđa 5.49 mg (69%), magnezijuma  175 mg (44%), fosfora 0.407 mg (58%), selena 11 μg (20%), a cinka 3.65 mg (33%).
- Za razliku od soje, pasulj sadrži male količine antioksidanasa izoflavona. Ukupna vrednost izoflavona je 0.27 mg na 100 g pasulja. Za izoflavone je utvrđeno da smanjuju rizik od osteoporoze i postmenopauzalnog kancera.
- Pasulj sadrži i innhibitore proteaza — proteine koji imaju sposobnost da inhibiraju proteaze. Tripsin inhibitori i hemotripsin inhibitori se nalaze u semenu pasulja, pa je važno upotrebiti adekvatan toplotni tretman pasulja za njihovu inaktivaciju. Toplotnim tretmanom se obezbeđuje varenje proteina. Inhibitori proteaza iskazuju svoj antinutritivni efekat izazivajući hipertrofi/hiperplaziju, što na kraju dovodi do inhibicije rasta.[1]

| Kalorija       | Belančevina | Masti | Ugljeni hidrati | Kalcijum | Gvožđe | Vit. A | Vit B1 | Nijacin | C vitamin | Kuhinjska so |
| -------------- | ----------- | ----- | --------------- | -------- | ------ | ------ | ------ | ------- | --------- | ------------ |
| 516 (2.158 kJ) | 23,48       | 16,00 | 70,83           | 167      | 7,3    | 400    | 0,901  | 0,532   | 12,7      | 10,00        |

Čorbast pasulj sa suvim mesom ima manje kalorija od čorbastog pasulja sa rebarcima i slaninom. U odnosu na pasulj sa rebarcima, koji u porciji od 100 grama sadrži 516 kalorija, čorbast pasulj sa suvim mesom u istoj količini ima svega 350 kalorija. Čorbast pasulj se mahom služi u porcijama od 300 do 500 grama, čime se njihova kalorijska vrednost povećava na cifre između 250 i 400 kalorija.
Ukoliko sumiramo sve već gore pomenuto, pasulj je u svakom smislu, ne samo koristan, već i esencijalan proizvod u svakom domaćinstvu, od starih tradicionalnih do modernizovanih i domova poklonika veganske, vegetarijanske i hrono ishrane.

## Karakteristike i vrste zrnevlja pasulja
Pasulj je, inače, mala jednogodišnja biljka, grmolikog izgleda koja cveta kada raste na dobro dreniranom i po mogućnosti peskovitom tlu uz adekvatnu vlagu. Poreklom iz porodice mahunarki, pasulj ima velike hranljive vrednosti. Najpoznatija je i najrasprostranjenija mahunarka u celom svetu i kao povrtarska kultura ubraja se u grupu zrnastih mahunarki.
Neutralan ukus pasulja omogućava niz kombinacija s različitim namirnicama i začinima, a dostupnost tokom cele godine njegovu široku primenu pri kuvanju. Pasulj  se može poslužiti samostalno, ali se dobro kombinuje i sa mnogim drugim aromama i hranom.
U istoriji ljudske ishrane pasulj, grašak, sočivo i druge mahunarke nalazimo vrlo rano u upotrebi. Pasulj je svakako najpoznatija mahunarka, donesena iz Amerike u Evropu u 16. veku zajedno s krompirom i kukuruzom. Nijedna povrtarska kultura, osim krompira, nije razvila toliko sorti i varijacija kao pasulj. Najveći proizvođači pasulja su Indija, Kina, Indonezija, Brazil i SAD.
Ekvivalent za većinu pasulja
Ekvivalent za izračunavanje količine pasulja, koji je istovetan za skoro sve pasulje iznosi:
 450 gr suvog pasulja = 2 šolje sušenog = 4 - 5 šolje kuvanog pasulja
Vrste
Pasulj se može podeliti u dve glavne grupe: onaj sa jestivim mahunama (zeleni pasulj) i onaj sa jestivim semenkama. Ukus svake sorte pasulja je različit, ali sve poseduju zdrav, prijatan ukus. Među najrasprostranjenije vrste koje se koriste za pripremu jela od pasulja spadaju ove navedene u tabeli:
| Tip           | Slika | Karakteristike |
| ------------- | ----- | --- |
| Crna kornjača |       | Crni pasulj zvani kornjača ima male, sjajne crne semenke. Posebno je popularan u latinoameričkoj kuhinji. |
| Brusnica      |       | Brusnica pasulj nastao je u Kolumbiji kao cargamanto pasulj. Borlotti ili "rimska zrna" su razne varijante ovog pasulja koje su uzgojene u Italiji, ali zrna ove varijante imaju deblju kožu. Mnogo se upotrebljavaju u mediteranskoj kuhinji. |
| Bubrežasti    |       | Ovaj pasulj, poznat i kao crveni pasulj, dobio je ime po sličnost u obliku i boji sa bubregom. Ponekad se koristi za "čili karne", i sastavni je deo kuhinje u severnom delu Indije. Također se koristi u Nju Orleansu i u južnoj Louiziani, ponedjeljkom kao kreolsko jelo "crveni pasulj i riža." |
| Flažole       |       | Flažpžet (fažol) pasulj se često jede u Francuskoj. Semenke su mu male, svetlo zelene boje i bubrežastog oblika. Tekstura je još kremastija (ako se sačuva zrnasti oblik tokom kuvanja), kao kada je sveža, ali polusuva. |
| Pinto         |       | Pinto pasulj je dobio ime po išaranoj ljusci (kako se označavaju i šareni konji). Najčešća je vrsta pasulja u SAD-a. Najčešće se jede celi u supi ili pireu. Celi pasulj i pire su zajednički za punjenje "burrito" specijalitet i spravljanje poprženog pasulj. Mlade mahune se mogu brati i kuvati još kao zeleni pinto pasulj. |
| Beli          |       | Mornarički pasulj ili Haricot posebno je popularan u Velikoj Britaniji i Sjedinjenim Američkim Državama. Ostali beli pasulji uključuju cannellini, popularna sorta u srednjoj i južnoj Italiji. Bijeli pasulj je najzastupljeniji kao biljni izvor fosfatidilserina. |
| Ružičasti     |       | Zrna ovog pasulja su sitna, bledo ružičasta, ovalnog oblika, poznata po španskom nazivu habichuelas rosadas. U području Santa Maria, Kalifornija naziva se pinquito (roze i mali) i komercijalno se uzgaja na mestima iznad gradića Santa Maria. Neophodni je sastojak u roštilju stila "Santa Maria". |
| Žuti          |       | 'Sinaloa Azufrado', 'Sumpor', 'Mayocoba', i 'Peruano' (koji se naziva 'Canary) su vrste žutog pasulja. Peruanski pasulj je sitan, ovalan, žuti pasulj oko 0,5-1 cm dug, s tankom kožom. Kada je kuvan, ima kremastu teksturu. Bez obzira na ime ("peruanski pasulj"), porijeklom je iz Meksika. Žuti pasulj je neuobičajen u SAD-a, zbog kontroverznog patenta koji je registrovao John Proctor, 1999. godine. On je odabrao i imenovao soj žutog pasulj iz semena donesenog iz Meksika. Američkim patentom US Patentom No. 5894079 (patent: Enola ili žuti grah) odobreno POD-NERS, LLC, zaštićeno je ekskluzivno pravo na uvoz i prodaju žutog pasulj u SAD od 1999. do 2008. godine, kada je nakon preispitivanja patent odbačen. |
| Graškasti     |       | Sorta Phaseolus vulgaris pod nazivom "graškasti pasulj" otkriven je u Britaniji, u 16. veku. U SAD-a pod nazivom "graškasti pasulj "se takođe koristi za opisivanje sitnog belog pasulj, a isto ime se koristi za Vigna unguiculata koja je podvrsta sesquipedalis, koji se nazivaju dvorišni dugi pasulj i kravlji pasulj. Semenke britanskog graškastog pasulja su višebojne, crveno-smeđe i bele. Biljke su tipične penjačice. Zrna se jedu u mahuni, kao što to rade Francuzi ili se mogu brati zreli i jesti kao i svaki drugi sušeni pasulj. |

## Jelo od pasulja u Srbiji
Narodna izreka kaže „pasulj junaka hrani“, ali zbog hranljivih i lekovitih sastojaka ove biljke, sasvim bi se opravdano moglo reći da pasulj i hrani i leči Srbe od kad je ova mahunarka doneta na prostor Balkanskog poluostrva. Iako ga često u Srbiji nazivaju seljačkom i sirotinjskom hranom, pasulj se odomaćio u svim srpskim kuhinjama i jedna je od najkorisnijih namirnica, najizdašniji izvor proteina i, za mnoge, najukusnije, a bogami i jeftino jelo srpske nacionalne kuhinje.
Iako postoji više od 70 sorti pasulja, u Srbiji se najviše uzgajaju gradištanac, tetovac, biser, galeb, zlatko, čučavac, sremac. Ove i druge sorte poznatije su po narodnim nazivima: beli pasulj tetovac, beli sitni pasulj, crveni pasulj, pasulj trešnjevac, žuti pasulj.
Kako se priprema
Pasulj koji spada u red povrtnog bilja visoke biološke vrednosti Srbiju je donet  iz Italije u 17. veku. Kažu istoričari putem preko Zemuna, tada u Austrougarskoj carevini. Srpske domaćice su ga brzo otkrile kakvo ukusno jelo od njega može da se skuva, i tako je on postao nešto kao naš srpski nacionalni specijalitet, mada su ga mnogi drugi drugi otimali stavljali ga na spisak "svojih" variva, kao što se poslednjih godina čini npr sa srpskim ajvarom.
Klot čorbast pasulja u Srbije je sve sve popularnije, naročito u dana posta, i rangiran  je po popularnosti i ukusu uporedo sa vojničkim pasuljem, iako  je takođe visoko kalorično jelo u čijoj porciji od 100 grama se nalazi čak 340 kalorija.

## Potapanje pasulja pre kuvanja
Kako bi se smanjilo vreme kuvanja i povećala probavljivost, pasulj se uobičajeno potapa u vodi, (oko 8 sati ili preko noći), u odnosu jedna šaka suvog pasulja 10 šoljica hladne vode. Nekada su a ljudi potapali pasulj i do 24 časa. 
Postoji i drugi način, za brzo potapanje u kome se na jednu šaku suvog pasulja dodajte 10 šoljica vruće vode koju mora da provri i ključa 3 minuta. Zatim se pasulj poklopi i pusti da se ohladi i stoji u vodi još 1-2 čas. 
Nakon potapanja, pasulj se cedi od vode i pre kuvanja još jedanput se opere. 
Potapanjem pasulja u odgovarajući medijum: vodu, sodu bikarbonu, askorbinsku kiselinu, moring puder i potom obrada u autoklavu obezbeđuje redukovanje nivoa ukupnih fenola, fitata, saponina, L-dopa i lektina.

## Kuvanje pasulja
Iako mnoge domaćice smatraju da je kuvanje pasulja jednostavno, iako je to prema mišljenju iskusnih kuvara prava mala gastro "nauka" jer  niko ne može tačno odrediti koliko to traje. Sve zavisi od vrste pasulja, posude u kojoj se kuva, temperature ložišta, i od toga da li je u pitanju mladi ili suvi pasulj. Takođe suvi pasulj može da se kuva jako dugo, ponekad i po dva sata, u zavisnosti od toga koliko je star i da li je pre kuvanja bio dovoljno potapan u vodi.
Pasulj se kuva sve dok nije mekan, pa se tako npr. mladi pasulj  kuva kratko, oko 30 minuta. Isto važi i za mladi pasulj koji je prethodno bio smrznut. Tokom kuvanja obe vrste pasulja redovno proveravati jer jedino tako možemo biti sigurni da se neće prekuvati ili ostati sirov.
Proces kuvanja počinje u svežoj  vodi, oko 5 cm iznad pasulja, u trajanju od 10 do 15 minuta na jakoj vatri, a zatim 1 čas do 1 čas i 30 minuta na umerenoj vatri. Prilikom kuvanja, s vremena na vreme, sklanja se pena koja se stvara na površini.

### Način pripreme pojedinih vrsta pasulja[6]
Tetovac
Ovaj beličasti pasulj pljosnatog, krupnog izgleda, priprema se tako što se posle stajanja u vodi najmanje 8 sati (preko noći), kuva na jakoj vatri oko sat i po. Ukus mu je prijatan, a posebno aromu dobija kada se posle kuvanja zapeče u rerni.
Beli pasulj
Beli pasulj, koji je sličan tetovcu, od njega je sitniji. Posle stajanja u vodi, preko noći, kuva se do sat vremena. Pasulj je vrlo prijatnog ukusa, i koristi se uglavnom za pripremu variva i salata.
Crveni pasulj
Ovaj pasulj koji je crvenkasto-ružičaste boje kuva se isto kao i beli pasulj.
Trešnjevac
Trešnjevac je pasulj malih braon zrna, koji se najbrže kuva  od svih sorti pasulja.
Šareni pasulj
Ovaj pasulj, šarene boje, lakše se vari zato što sadrži više biljnih vlakana. Odlično se slaže s kiselim kupusom jer povećava apsorpciju vitamina C iz ovog jela.
Žuti pasulj
Žuti pasulj je sitnog, pljosnatog, sivožutog zrna. Posle stajanja u vodi, preko noći, kuva se oko dva sata. Najukusniji je sa suvim mesom i zaprškom.

## Recepture

### Čorbast pasulj
Čorbast pasulj je mnogima omiljeno zimsko jelo i svima poznato, koje mogu spremati i neiskusne domaćice 
Sastojci
- 300-400 g pasulja tetovca,
- 1 glavica crnog luka,
- 3 čena belog luka,
- ulje, lovorov list, suvi začin, biber,
- 1 kašika brašna, 1 kašičica mlevene paprike,
- 300 g suvih rebara.

Priprema
- Pasulj očistiti i oprati u nekoliko voda, naliti i iseći crni luk, dodati rebra, lovorov list i staviti da se kuva.
- Ako je pasulj mlad, potrebno mu je svega sat vremena da se potpuno skuva.
- Na ulju ispržiti sitno seckan crni luk, dodati brašno i izdrobljen beli luk, pa sve dobro propržiti i na kraju dodati mlevenu papriku i odmah podići sa ringle i sipati u pasulj.
- Dodati kašiku začina, soli i bibera i ostaviti da vri nekoliko minuta.

### Vojnički pasulj
Iako je receptura za pripremu ovog pasulja potekla od vojnih kuvara on je mnogima omiljeno zimsko jelo i svima u Srbiji i šire dobro poznato jelo, koje pored vojnih kuvara mogu da spreme i domaćice.
Sastojci
- 500 g belog pasulja,
- 2 crna luka, 2 čena belog luka,
- 1 lovorov list, 1 kašika  suvog začina,
- 1 vrhom puna kašika aleve paprike, so i biber po ukusu.
- 1 šargarepa, 1 paštrnak,
- 2 kašike masti,
- 2 dl soka od paradajza,
- oko 100 g slanine ili kobasice, isečene na komadiće,

Priprema
- Pasulj prvo operite i stavite u šerpu sa vodom da provri. Pustite ga da ključa nekih 5 minuta, zatim procedite vodu.
- U ekspres loncu ili u loncu u kojem se kuva pasulj, staviti kašiku masti i crni luk iseckan na sitne kocke. Kada luk porumeni, doda se iseckani beli luk, šargarepa i paštrnak takođe iseckani na kockice. Sve još kratko propržite, pa u tu masu dodati proceđen pasulj.
- U lonac sa pasuljem dodati suvi začin, biber, lorber, suvu slaninu i naliti vodom da sve prekrije otprilike desetak santimetara preko pasulja.
- Ako se kuva u ekspres loncu, lonac treba zatvoriti i dok ne počne da zviždi kuvati na najjačoj temperaturi, nakon toga smanjite na jedinicu, tačnije na laganu vatru da se tiho krčka.
- Kuvati još 20 minuta, isključite ringlu i ostavite da pritisak u loncu popusti da možete da ga otvorite. Nemojte ga stavljati pod hladnu vodu ili na silu otvarati, jer se pasulj kuva još to neko vreme dok ne otvorite poklopac, što je otprilike još nekih 20-30 minuta. Može se desiti da mu treba i više vremena da se skuva - ako je pasulj "višegodišnji". Ali, svakako ne može se znati kakav je dok se ne probate.
- Ako se pasulj kuva u običnom loncu ili kotliću na vatri, kuva se poklopljen na tihoj vatri dok se ne skuva.
- Jedino je bitno da se pasulj ne meša dok se kuva kako bi zrna ostala cela.
- Kad se pasulj skuva,  sprema se zaprška. Zapršku pripremiti u šerpici ili tiganju sa kašikom masti (ili ulja) i kašikom brašna. Kada se brašno uprži dodati alevu papriku i naliti sok od paradajza.
- Zapršku sipati u kuvan pasulj i ostavite da se kuva još nekih dvadesetak minuta da bi se i zaprška sasvim skuvala i dobro povezala sa zrnima pasulja..

### Hilandarski (manastirski) pasulj
Recept koji koriste monasi u svetogorskom manastiru Hilandaru, i mnogi vernici koji upražnjavaju specifičnu posnu ishranu u dana post, najčešće jedu ovo vrstu posnog čorbastog pasulja.  
Sastojci
Svetogorci za pripremu ovog jela koriste ove sastojke:
- pasulj,
- vodu,
- maslinovo ulje,
- crni i beli luk,
- paradajz,
- mlevenu papriku, biber, so i sveži ili sušeni peršun.

Priprema
- Uveče, uoči kuvanja, pasulj otrebiti, oprati i potopiti u posudu sa hladnom vodom.
- Ujutro, nabrekla zrna procedite i pristavite u lonac i preliti novom vodom.
- Kada tečnost proključa, odliti vodu i sipati čistu, hladnu vodu.
- U lonac sipati krupno isečen crni luk, pola količine od pasulja i maslinovo ulje.
- Kuvati na tihoj vatri. Na polovini kuvanja blago promešajte drvenom varjačom.
- Tokom kuvanja pasulja, u lonac staviti dve do tri iseckane, manje glavice crnog luka, malo belog luka i crvenu, mlevenu, slatku papriku.
- Kada je pasulj kuvan, zrna meka, voda skoro isparila, u lonac stavite oljušten  i sitno isečen zreo paradajz (trećina količine pasulja), so i dosta peršunovog lista.
- Jelo  još neko vreme treba ostaviti da krčka.

### Salate od pasulja

#### Šarena salata
Sastojci
- 300 g makarona,
- 250 g crvene paprike,
- 150 g obarenog brokolija,
- 100 g crvenog barenog pasulja,
- čaša kisele pavlake, bosiljak, biber, so

Priprema
Skuvati makarone, pa ih pomešajte s pavlakom. Iseckati paprike na kockice, a obareni brokoli  na cvetiće, pa ih pomešati sa makaronama. Dodati pasulj, bosiljak, posolite, pobiberite i sve dobro promešati

## Gotova jela od pasulja
U Srbiji nekoliko proizvođača hrane na srpsko i druga evropska tržišta plasira čorbast pasulj kao gotovo jela kao što su
- postan pasulj,
- pasulj sa slaninom,
- pasulj sa faširanom šniclom,
- pasulj sa kobasicom.

Ova jela se pakuju u konzerve od lima, aluminijumske ili plastične posude, u pojedinačnim porcijama od 300 do 400 grama. Dugog su roka trajanja (tri i više godina).
Ova jala od pasulja koja su postala jako popularna među studentima, planinarima, ribarima i drugim korisnicima brzo pripremljene hrane, spremaju se po receptima tradicionalne srpske kuhinju. Tako su koncipirana da kako po količini tako i po sastavu obezbeđuju ukusan obrok, sa svim hranljivim vrednostima spreman za konzumiranje za samo nekoliko minuta.
Glavni sastojci gotovih jela
- Pasulj (40%)
- Sos 40%: voda,   pšenično brašno, suncokretovo ulje, kuhinjska so, koncentrat paradajza, šećer, začini i ekstrakti začina (celer) pojačivač arome (E621)
- Povrće (20%),  crni luk, paprika, mrkva

| Kalorija         | Belančevina | Masti | Ugljeni hidrati | Kalcijum | Gvožđe | Vit. A | Vit B1 | Nijacin | C vitamin | Kuhinjska so |
| ---------------- | ----------- | ----- | --------------- | -------- | ------ | ------ | ------ | ------- | --------- | ------------ |
| 100,3 (423,3 kJ) | 4,60        | 2,20  | 15,16           | 167      | 7,3    | 400    | 0,901  | 0,532   | 12,7      | 2,00         |

## Galerija
- Pasulja sa menija nekih od svetskih kuhinja
- Pasulj sa suvim mesom (Srbija)
- Pasulj sa suvim mesom , slaninom i kobasicom
- Fasolada (Grčka)
- Pasulj sa domaćom kobasicom
- Bugarska supa od pasulja sa paradajzom i crvenom paprikom
- Egipatsko jelo od pasulja
- Pasulj sa prženim voćem

## Literatura
- Annemarie Habarta, Gerhard Habarta: Das Santiago-Menü: eine kulinarische Pilgerreise durch die Küchen des Jakobsweges. Edition Mundart, 2008,  978-3-837-02863-8. стр. 111.
- Nelson Müller: Meine Rezepte für Body and Soul. Zabert Sandmann,  978-3-89883-300-4. стр. 22.

## Spoljašnje veze
- Pasulj – kalorije, proteini, vitamini i prednosti za zdravlje na www.zdraviljudi.com
- Gotova jela od pasulja na: www.neoplanta.rs